# Lilium distichum
Lilium distichum ist eine Art aus der Gattung der Lilien (Lilium) in der Sektion Martagon innerhalb der Familie der Liliengewächse (Liliaceae).

## Beschreibung

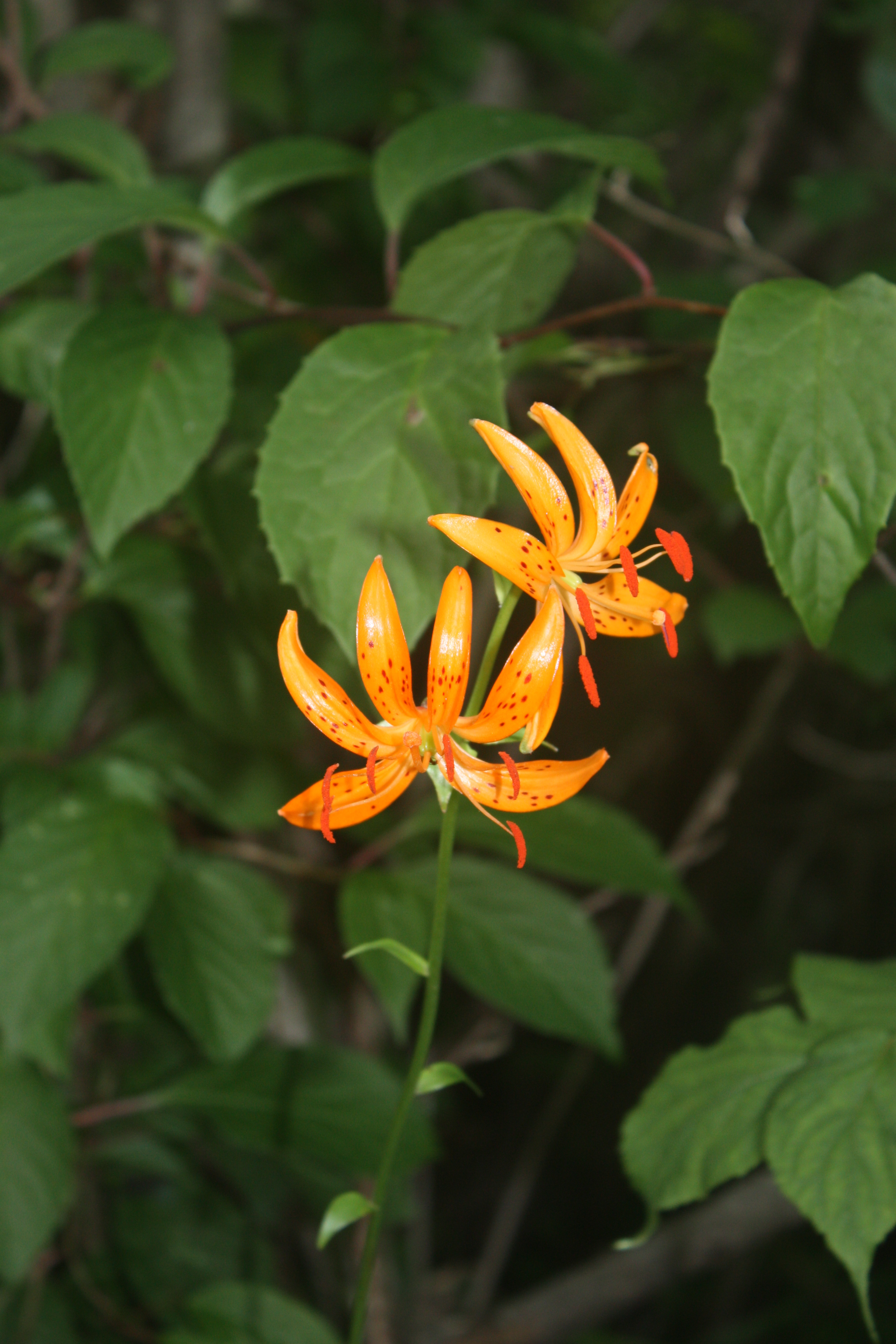
Lilium distichum, Jirisan, Korea

Lilium distichum ist eine ausdauernde, krautige Pflanze und erreicht eine Wuchshöhe von 50 bis 120 Zentimeter. Die Zwiebeln sind breit-eiförmig und erreichen eine Höhe von 2,5 bis 3 Zentimeter bei einem Durchmesser von 2,5 Zentimeter bis 4 Zentimeter. Sie bestehen aus zahlreichen weißen, eiförmig-lanzettlichen Schuppen, die 1,5 bis 2 Zentimeter lang, 4 bis 6 Millimeter breit, locker übereinanderliegend und am Ansatz beweglich sind.
Der behaarte Stängel ist papillös, unterhalb des Wirtels schwach gerieft und hohl.
Fast sämtliche Laubblätter sind in der Mitte des Stängels zu einem Wirtel aus sieben bis neun, selten bis zu zwanzig unbehaarten Blättern angeordnet. Sie sind umgekehrt eiförmig-lanzettlich bis schmal länglich-rund-lanzettlich, 5 bis 15 Zentimeter lang und 1 bis 4 Zentimeter breit, verjüngen sich zur Basis hin zu einem geflügelten Blattstiel, laufen spitz zu und sind oft stachelspitzig. Die Blätter sind dunkelgrün und am Rand schwach häutig.
Unterhalb des Wirtels finden sich nur ein bis zwei häutige Blätter, die oft auch fehlen, oberhalb finden sich einige weitere frei verteilte, kleine Tragblätter. Die Tragblätter sind den Laubblättern weitgehend gleich, lanzettlich, 1 bis 2,5 Zentimeter lang und 3 bis 6 Millimeter breit.
Lilium distichum blüht von Juli bis August mit zwei bis zwölf nickenden oder horizontalen, duftlosen Blüten in einer Rispe. Die aufrechtweisenden Blütenstiele sind 3 bis 8 Zentimeter lang. Die sechs gleichgestalteten Blütenhüllblätter (Tepalen) sind lanzettlich, leicht zurückgeschlagen, 3,5 bis 4,5 Zentimeter lang und 5 bis 13 Millimeter breit, am Ansatz genagelt. Am äußeren Ende sind sie verdickt, sie sind – bis auf die Nektarien – papillös, ihre Grundfarbe ist blass zinnoberrot mit purpurroten Punkten. Das untere Tepalenpaar ist seitlich weggebogen. Die Staubblätter sind deutlich kürzer als die Blütenhüllblätter, die orangegelben Staubfäden sind 20 bis 25 Millimeter lang und glatt, die Antheren sind ebenfalls orangegelb, linealisch und bis zu 10 Millimeter lang. Der Fruchtknoten ist 5 bis 9 Millimeter lang und 2 bis 3 Millimeter dick, der leicht gebogene bis gerade Griffel gut doppelt so lang wie der Fruchtknoten. Die Narbe ist rund und dreigelappt.
Die Samen reifen im September in 2 Zentimeter langen und 1,5 Zentimeter breiten, umgekehrt eiförmigen und schwach geflügelten Samenkapseln heran und keimen verzögert-hypogäisch.
Die Chromosomenzahl beträgt 2n = 24.

## Verbreitung
Die Art ist in der Volksrepublik China in den Provinzen Heilongjiang, Jilin und Liaoning sowie in Süd- und Nordkorea und der russischen Region Primorje heimisch.
Lilium distichum bevorzugt Standorte mit schwach sauren, vulkanischen Böden auf waldigen Hängen, Waldrändern oder Hanglagen an Fließgewässern in Höhenlagen zwischen 200 und 1800 Metern. In Südkorea ist sie selten, von den dortigen Vorkommen wird ein Wuchs unter breitblättrigen laubabwerfenden Bäumen in 70 bis 80 % Schatten berichtet.

## Systematik
Lilium distichum wurde 1915 von Takenoshin Nakai in Botanical Magazine. [Shokubutsu-gaku zasshi] Band 31, Seite 6 erstbeschrieben, das Artepitheton verweist auf die seitliche Spreizung des unteren Tepalenpaars (distichus = zweizeilig). Die Art nimmt morphologisch eine Position zwischen den ihr eng verwandten Lilium tsingtauense (Blüte schalenförmiger) und Lilium medeoloides (wesentlich stärker zurückgeschlagene Blütenhüllblätter) ein, alle Arten unterscheiden sich auch durch ihre Verbreitungsgebiete. Nur im Süden Südkoreas überschneiden sich die Areale von Lilium distichum und Lilium tsingtauense, dort kommen Naturhybriden vor, die ehemals als eigene Art Lilium miquelianum eingestuft wurden.

## Nachweise
- Flora of China, Vol. 24, S. 138, Online
- Stephen G. Haw: The Lilies of China. 1986, Ss. 130–131, ISBN 0-88192-034-7
- Mark Wood, Lily Species - Notes and Images. CD-ROM, Fassung vom 13. Juli 2006